# Anthorrhiza recurvispina
Anthorrhiza recurvispina là một loài thực vật có hoa trong họ Thiến thảo. Loài này được C.R.Huxley & Jebb mô tả khoa học đầu tiên năm 1991.